# Tokamachi
Tokamachi je grad smješten u središnjem Japanu, u prefekturi Niigata pokrajine Chūbu, čiji je najveći grad s oko 55 000 stanovnika.

## Vanjske poveznice
- Službene stranice grada (jap.)